# Zamarada phrontisaria
Zamarada phrontisaria är en fjärilsart som beskrevs av Swinhoe 1904. Zamarada phrontisaria ingår i släktet Zamarada och familjen mätare. Inga underarter finns listade i Catalogue of Life.